# Малоазиатская лягушка
Малоазиатская лягушка, или кавказская лягушка, или закавказская лягушка (лат. Rana macrocnemis), — вид бесхвостых земноводных из семейства настоящих лягушек (Ranidae).

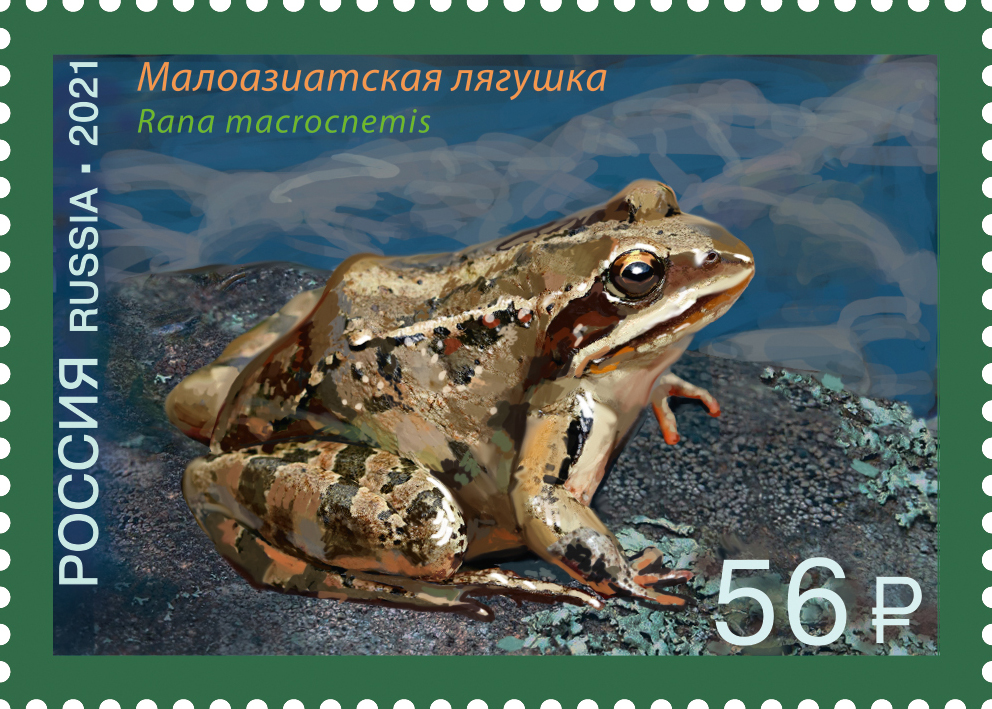
Почтовая марка. Серия «Фауна России». Лягушки - Малоазиатская лягушка

## Описание
Длина тела до 9 см; окраска тела изменчива, чаще верх светло-бурый с тёмными пятнами, а брюхо розовое. Распространены от Малой Азии до Кавказа, на северо-западе Ирана; изолированная популяция описана в Туркменистане — в горной системе Копетдаг. Малоазиатская лягушка включена в Красную книгу Краснодарского края в категории 3 — редкий вид.

## Местообитание и образ жизни
Найдена на высотах до 2400 м над уровнем моря. Населяет все типы биоценозов в лесном, субальпийском и альпийском поясах. В субальпийском и альпийском поясах лягушки активны в дневные и вечерние часы. В лесном поясе активны круглосуточно, с пиком активности между 22 часами и 1 часом ночи. В состав рациона входят водные насекомые и их личинки, ракообразные, моллюски и черви.
Определяющими факторами плотности популяции являются температурный режим и толщина снежного покрова в период зимовки. К влияющим факторам также относится антропогенное воздействие.